# Joan Woodbury
Joan Woodbury (Los Ángeles, California; 17 de diciembre de 1915 – Desert Hot Springs, California; 22 de febrero de 1989) fue una actriz cinematográfica estadounidense, con una carrera que se extendió desde la década de 1930 a la de 1960.

## Primeros años
Su verdadero nombre era Joanne Woodbury, y nació en Los Ángeles, California. Durante siete años fue educada en un convento, después estudió danza y finalmente se graduó en la Hollywood High School. Woodbury empezó a bailar para la compañía Agua Caliente, y a los 19 años decidió intentar ganarse la vida con la interpretación. Por ello viajó a Hollywood, consiguiendo su primer papel en el cine en el film de 1934 Eight Girls in a Boat, no apareciendo en los créditos. Posteriormente hizo otros papeles sin créditos, apareciendo por vez primera en los títulos en la película de 1934 One Exciting Adventure, protagonizada por Binnie Barnes. En total, Woodbury actuó en quince películas entre 1934 y 1935, diez de las cuales sin aparecer en los créditos.

## Cima de su carrera
En 1936 su carrera empezó a conseguir mayores éxitos, llegando a actuar ese año en ocho filmes, cinco de ellos sin créditos. Sin embargo, con los tres papeles acreditados Woodbury llamó la atención del estudio. Su mezcla de sangre danesa, británica y nativa americana le daba una apariencia exótica que le permitía interpretar a personajes de diferentes etnias, desde hispanos a franceses y asiáticos. En 1937 su carrera ya había despegado, aunque gran parte de la misma se desarrollaba en cintas de serie B.
En 1937 Woodbury hizo su primer trabajo con créditos en un film de la serie de Charlie Chan, el titulado Chan on Broadway. Además, empezó a actuar en numerosos westerns, encarnando a la heroína, y trabajando junto a algunos de los más famosos cowboys actores de la década de 1930, entre ellos William Boyd, intérprete de Hopalong Cassidy, Roy Rogers y Johnny Mack Brown. Woodbury intervino en un total de cincuenta cintas desde 1937 a 1945, y en casi todas ellas apareciendo en los créditos. La actuación más destacable de ese período fue su primer papel en el serial Brenda Starr, Reporter, en 1945.
El 17 de diciembre de 1938 Woodbury se casó con el actor y productor Henry Wilcoxon, con quien tendría tres hijas: Wendy Joan, Heather Ann y Cecilia Dawn.

## Fundación deValley Players Guildy retiro
A partir de 1946 su carrera declinó, más por su deseo de dedicar tiempo a su familia que por no tener ofertas de trabajo. Tras divorciarse de Wilcoxon, se casó con el actor Ray Mitchell, con quien fundó la compañía Valley Players Guild en Palm Springs, California, un grupo que representaba obras en las que actuaban intérpretes veteranos. Además de dirigir la Valley Players Guild, Woodbury seguía actuando de manera ocasional, siendo su papel más importante después de 1946 el que llevó a cabo en el film de 1956 Los diez mandamientos, protagonizado por Charlton Heston, Yul Brynner y Anne Baxter. Su última actuación cinematográfica fue un papel de reparto en The Time Travelers (1964). En el momento de su retiro, Woodbury había actuado en un total de 81 películas. 
Woodbury finalmente se asentó en Desert Hot Springs, California, localidad en la que residía en el momento de su muerte, ocurrida en 1989 a causa de una enfermedad respiratoria. Tenía 73 años de edad. 